# Корнер, Федерико
Федерико Бальдиссера Бартоломео Корнер (итал. Federico Baldissera Bartolomeo Corner; 16 ноября 1579, Венеция, Венецианская республика — 5 июня 1653, Рим, Папская область) — итальянский куриальный кардинал. Епископ Бергамо с 23 февраля 1623 по 7 сентября 1626. Епископ Виченцы с 7 сентября 1626 по 30 апреля 1629. Епископ Падуи с 30 апреля 1629 по 11 июня 1631. Патриарх Венеции и примас Далмации с 11 июня 1631 по 28 апреля 1644. Камерленго Священной Коллегии кардиналов с 11 апреля 1639 по 7 января 1641. Префект Священной конгрегации обрядов с 29 апреля 1652 по 31 марта 1653. Кардинал-священник с 19 января 1626, с титулом церкви Санта-Мария-ин-Траспонтина с 22 июня 1626 по 15 ноября 1627. Кардинал-священник с титулом церкви Санта-Чечилия с 15 ноября 1627 по 26 апреля 1629. Кардинал-священник с титулом церкви Сан-Марко с 26 апреля 1629 по 19 ноября 1646. Кардинал-священник с титулом церкви Санта-Мария-ин-Трастевере с 19 ноября 1646 по 29 апреля 1652. Кардинал-епископ Альбано с 29 апреля 1652 по 6 июня 1653.

## Биография
Родился в аристократической семье венецианских патрициев Джованни Корнера и Кьяры Дельфини, был сыном, братом и дядей дожей, приходился племянником и внучатым племянником трёх кардиналов: Франческо Корнера, Луиджи Корнера и Федерико Корнера старшего).
Образование получил в Риме под руководством дяди кардинала и затем изучал право в университете Падуи, где в 1599 году основал Академию гуманитарных и научных дисциплин (итал. Accademia dei Ricovrati). Вернувшись в Рим в 1602 году, становится членом Апостольской палаты и верховным приором Ордена святого Иоанна Иерусалимского для Кипра. С 24 сентября по декабрь 1607 года — губернатор Чивитавеккьи, затем принял церковное посвящение.

## Епископ
23 февраля 1623 года — избран и 7 апреля 1623 года рукоположен в сан епископа Бергамо, но сохраняет членство в Апостольской палате.

## Кардинал
На консистории 19 января 1626 года объявляется кардиналом-священником с титулом Санта-Мария-ин-Траспонтина и 22 июня того же года получает пурпурное облачение, что вызвало замешательство в политических кругах Венеции, так как в силу исторических причин, законы Республики не позволяли, чтобы сын действующего дожа, принимал назначения от понтифика. Сенат Венеции, за отказ от титула кардинала, предложил в качестве компенсации на выбор епархии Виченцы или Падуи.
7 сентября 1626 года — прибыл в Виченцу, где номинально вступил в управление, тем не менее сохранив титул кардинала и оставался в Риме, поручив своему брату будущему дожу Франческо владение епископской резиденцией Виченцы, а епархией в это время управлял генеральный викарий Франческо Альцано да Бергамо. Сам Корнер больше никогда не посещал пределы своей епархии, однако дабы продемонстрировать пастве свое расположение, в октябре 1628 года подарил городу большое количество святых мощей из римских катакомб.
30 апреля 1629 года — переведён на епископскую кафедру Падуи.
11 июня 1631 года — возведён в патриархи Венеции.
С 11 апреля 1639 года по 7 января 1641 года — Камерленго Священной коллегии кардиналов.
Отказавшись от патриаршества 13 июня 1644 года, участвует в конклаве, на котором был избран Папа Иннокентий X.
Умер в Риме 5 июня 1653 года и похоронен в Капелле Корнаро церкви Санта-Мария-делла-Виттория.